# Шанайда Іван
Іван Шанайда (псевдо: «Данило», «Нестор», «Петро», «Левко», «Ярослав»; нар. 1915, с. Криве, нині Тернопільський район — пом. 27 березня 1946, там же) — український військовик, провідник ОУН Підволочиського району, керівник Проводу ОУН Тернопільської області (1943-1944), згодом Крайовий Провідник ОУН Поділля (листопад 1944 – березень 1946), за іншими даними (1945-1946).

## Життєпис
Іван Шанайда «Данило», «Нестор» народився 1915 року в селі Криве Бережанського повіту в селянській родині. 
У 1938–1939 роках був змушений піти в підпілля. Був районовим Провідником ОУН Бережанщини у 1940 році, повітовим провідник ОУН Скалатщини у 1941 році. 
Протягом 1945 року командиром ВО-3 «Лисоня», після відходу на лікування у жовтні 1944 року командира Польового Омеляна-«Остапа», був командир «Степанович», імовірно, це провідник Подільського краю Шанайда Іван.
У 1942 році стає Обласним провідником ОУН, а після загибелі Юліана Гуляка обійняв пост Крайового провідника ОУН.
Загинув 27 березня 1946 року в лісі біля села Кривого, Козівського району, Тернопільської області, у бою з військами НКВД. В цьому ж бою загинула і його дружина.